# گشولیک ۱
گشولیک ۱ یک اندیس فلزی است که در حوالی شهر قلعه منوجان استان کرمان قرار دارد و مادهٔ معدنی موجود در آن، مس است.سنگ میزبان این اندیس بازالت، آهک پلاژیک است و دیرینگی آن به دوران کرتاسه بالایی می‌رسد. در این اندیس، پاراژنز‌های پیریت، مالاکیت، آزوریت، کوارتز، یافت می‌شوند.